# La Garita, Jalisco
La Garita är en ort i Mexiko.   Den ligger i kommunen Tamazula de Gordiano och delstaten Jalisco, i den centrala delen av landet, 400 km väster om huvudstaden Mexico City. La Garita ligger 1 192 meter över havet och antalet invånare är 1 060.
Terrängen runt La Garita är huvudsakligen kuperad. La Garita ligger nere i en dal. Runt La Garita är det ganska glesbefolkat, med 27 invånare per kvadratkilometer. Närmaste större samhälle är Tamazula de Gordiano, 17,1 km sydväst om La Garita. I omgivningarna runt La Garita växer huvudsakligen savannskog.